# Гуткина, Лариса Давидовна
Лари́са Дави́довна Гу́ткина (род. 10 февраля 1941, Москва, СССР — 12 апреля 2022, Москва, РФ) — советский, российский педагог, учитель русского языка и литературы, заместитель директора по воспитательной работе Московской гимназии на Юго-Западе № 1543. Заслуженный учитель школы РСФСР (1985). Автор свыше 100 учебно-методических работ, в том числе нескольких книг.

## Биография
Лариса Давидовна Гуткина родилась 10 февраля 1941 года в Москве (СССР).
В 1958 году окончила московскую среднюю школу № 34.
В 1959 году поступила и в 1965 году с отличием окончила филологический факультет МГУ, отделение русского языка и русской литературы.
В 1958—1971 годы — работа в школе № 34: старшая вожатая (1958—1964), учитель русского языка и литературы (1964—1964), организатор воспитательной работы (заместитель директора по воспитательной pаботе) (1965—1972).
В 1972—1975 годы — работа в московской школе № 20: заместитель директора по воспитательной pаботе, учитель русского языка и литературы.
С 1975 года по приглашению Ю. В. Завельского работает в московской школе № 43 (c 1994 года — Московская гимназия на Юго-Западе № 1543, с 2017 года — ГБОУ «Московская школа на Юго-Западе № 1543»): заместитель директора по воспитательной pаботе, учитель русского языка и литературы.
Председатель Совета организаторов воспитывающей деятельности при Западном окружном управлении Департамента образования города Москвы (1991—2015).
Председатель жюри конкурса ЗАО города Москвы «Самый классный классный» (1994—2004).
В учебно-методической литературе Л. Д. Гуткина упоминается как один из «лучших педагогов страны».
12 апреля 2022 года Лариса Давидовна скончалась в возрасте 81 года в Москве.

## Учебно-методические труды

### Книги
- Гуткина Л. Д., Завельский Ю. В., Пикалова Г. В. Организация воспитательной работы в школе. — М.: [Б. и.], 1996. — 80 с.
- Гуткина Л. Д. (в соавторстве). Спутник классного руководителя. Пособие для учителя. — М.: Центр «Педагогический поиск», 2001. — 192 с. —ISBN 5-901030-48-6
- Гуткина Л. Д. Планирование и организация воспитательной работы в школе. – М.: Центр «Педагогический поиск», 2001. — 160 с. — ISBN 5-901030-49-4
- Гуткина Л. Д. Планирование и организация воспитательной работы в школе. — М.: Изд. Крылья, 2003. — ISBN 5-901030-49-4
- Гуткина Л. Д. Настольная книга классного руководителя. — М.: Центр «Педагогический поиск», 2004. — 143 с.
- Гуткина Л. Д. Планирование и организация воспитательной работы в школе в рамках ФГОС общего образования. — М.: Изд. Педагогический поиск, 2014. — 160 с. — ISBN 978-5-91569-045-4

### Избранные статьи и публикации
- Гуткина Л. Д. Планирование и организация воспитательной работы // Классный руководитель. – М.: 1999. № 2. С. 3–60.
- Гуткина Л. Д. Настольная книга классного руководителя // Классный руководитель. 1999. № 3. С. 17–13.
- Гуткина Л. Д. Должностные обязанности классного руководителя // Классный руководитель. 1999. № 3. С. 52–66.
- Гуткина Л. Д. Календарь традиционных дат и памятных событий в жизни нашей страны, которые могут быть использованы при организации внеурочных школьных и классных дел 2014/2015 учебный год // Научно-методический журнал заместителя директора по воспитательной работе. 2015. № 1.
- Гуткина Л. Д. Анализ внеучебной воспитывающей деятельности Московской гимназии на Юго-Западе № 1543 за 2013/14 учебный год // Научно-методический журнал заместителя директора по воспитательной работе. 2015. № 3.
- Гуткина Л. Д. Секреты успешности воспитывающей деятельности в Московской гимназии на Юго-Западе № 1543 // Классный руководитель. 2015. № 6. С. 57–59.
- Гуткина Л. Д. Как мы готовимся к 40-летию гимназии (методические рекомендации) // Классный руководитель. 2015. № 6. С. 60–66.
- Журнал «Классный руководитель». Тематический номер: К 40-летию Московской гимназии № 1543 / Под ред. Л. Д. Гуткиной. 2015. № 6. С. 1–127.
- Гуткина Л. Д. Календарь традиционных дат и памятных событий в жизни нашей страны, которые могут быть использованы при организации внеурочных школьных и классных дел 2015/2016 учебный год // Научно-методический журнал заместителя директора по воспитательной работе. 2015. № 8.
- Гуткина Л. Д. Анализ воспитывающей деятельности классного руководителя // Классный руководитель. 2017. № 1. С. 7–90.
- Журнал «Научно-методический журнал заместителя директора по воспитательной работе». Тематический номер: Традиционный День культуры в Московской гимназии на Юго-Западе № 1543. Воспитание культурой / Под ред. Л. Д. Гуткиной. 2018. № 1. С. 1–128.
- Гуткина Л. Д. Педсовет «Итоги деятельности педагогического коллектива за 2016-2017 учебный год и задачи, стоящие перед педагогическим коллективом на 2017-2018 учебный год» // Научно-методический журнал заместителя директора по воспитательной работе. 2018. № 2. С. 19–37.
- Гуткина Л. Д. Оценка деятельности классного руководителя // Классный руководитель. 2018. № 4. С. 3–107.
- Гуткина Л. Д. О человеке «За кадром» // Научно-методический журнал заместителя директора по воспитательной работе. 2018. № 4. С. 127–128.
- Журнал «Завуч». Тематический номер: Образовательно-воспитательная деятельность «Московской школы на Юго-Западе № 1543» [за 43 года деятельности] / Под ред. Л. Д. Гуткиной. 2018. № 6. С. 2–128.
- Гуткина Л. Д. Календарь традиционных дат и памятных событий в жизни нашей страны (2018/2019 учебный год) // Классный руководитель. 2018. № 8. С. 3–26.
- Гуткина Л. Д. Календарь традиционных дат и памятных событий в жизни нашей страны (2018/2019 учебный год) // Научно-методический журнал заместителя директора по воспитательной работе. 2018. № 8. С. 102–128.

## Воспоминания
- Гуткина Л. Д. Школа имени Гагарина // Статья на сайте Московской гимназии на Юго-Западе № 1543
- «Будьте всегда с нами!» Интервью с Л. Д. Гуткиной на сайте Московской гимназии на Юго-Западе № 1543 (26.08.2010)

## Членство в редакционных коллегиях журналов
- Научно-методический журнал «Классный руководитель»[5]
- «Научно-методический журнал заместителя директора по воспитательной работе»[5][3]

## Увлечения
- Чтение книг
- Театр[3]

## Награды
- Медаль «За доблестный труд. В ознаменование 100-летия со дня рождения Владимира Ильича Ленина» (1970)
- Отличник народного просвещения РСФСР (1980)
- Медаль «За трудовое отличие» (1981)
- Заслуженный учитель школы РСФСР (1985)
- Медаль «Ветеран труда» (1986)
- Медаль «В память 850-летия Москвы» (1997)
- Медаль ордена «За заслуги перед Отечеством» II степени (1999)[6]
- Почётный работник общего образования города Москвы
- Почётная грамота Министерства образования Российской Федерации[1]
- Почётный гражданин внутригородского муниципального образования Тропарёво-Никулино в городе Москве (2007)[7]